# Ana Maria Gonçalves
Ana Maria Gonçalves (Ibiá, 13 de fevereiro de 1970) é uma escritora brasileira e a primeira mulher negra a integrar a Academia Brasileira de Letras.

## Biografia
Ana Maria Gonçalves nasceu em Ibiá, Minas Gerais, em 1970. Começou a escrever contos e poemas desde a adolescência, sem chegar a publicar. A paixão pela leitura nasceu durante a infância, e desde criança lia jornais, revistas e livros.
Trabalhou como publicitária em São Paulo, mas abandonou a profissão em 2002 para morar em Itaparica e escrever seu primeiro livro, Ao lado e à margem do que sentes por mim. O romance foi lançado de forma independente em 2002, e vendeu praticamente toda a edição de mil exemplares através da divulgação pela internet.
A autora trabalhou durante 5 anos para escrever seu segundo romance, Um defeito de cor, dos quais utilizou dois anos para uma pesquisa rigorosa, um ano para escrita e mais dois anos para reescrita, sendo lançado em 2006, pela editora Record. A obra conquistou o Prêmio Casa de las Américas na categoria literatura brasileira, em 2007, sendo considerado por Millôr Fernandes o livro mais importante da literatura brasileira do século XXI. A obra, inspirada na vida de Luísa Mahin, celebrada heroína da Revolta dos Malês, conta a trajetória de uma menina nascida no Reino do Daomé e capturada como escrava aos 8 anos, até a sua volta à terra natal como mulher livre.
Gonçalves foi escritora residente na Universidade Tulane em 2007, na Universidade Stanford em 2008 e no Middlebury College em 2009, ministrando leituras e cursos nessas e em outras universidades. Após morar oito anos em Nova Orleans, nos Estados Unidos, e após o lançamento de seu mais famoso livro, Um Defeito de Cor, Ana Maria Gonçalves retornou ao Brasil em 2014, voltando novamente para Salvador. Mesmo fora, esteve sempre presente nos debates públicos envolvendo a questão racial no Brasil. Por ocasião da denúncia de racismo no livro As caçadas de Pedrinho, de Monteiro Lobato, a autora escreveu diversos artigos sobre o tema, polêmica essa que envolveu diversos intelectuais, como o cartunista Ziraldo. 
Em 2013, foi condecorada pelo governo brasileiro com a comenda da Ordem de Rio Branco, por serviços prestados ao país por sua atuação antirracista.
Após o Grêmio Recreativo Escola de Samba Portela se inspirar no livro Um defeito de cor para criar o enredo do seu desfile de 2024, a obra alcançou o topo dos mais vendidos da Amazon e foi para sua  30ª edição. Em 2025, o livro já havia vendido 180 mil exemplares.
De 2016 a 2017, Ana Maria Gonçalves foi colunista de assuntos raciais, culturais e políticos do jornal The Intercept Brasil.
Em 2015, foi anunciado a adaptação do livro Um defeito de cor para uma série televisiva da Rede Globo. No entanto, até 2024 a série não havia saído do papel e os direitos de adaptação pela emissora expiraram. Com a repercussão dos desfile da Portela e o subsequente aumento das vendas do livro, houve interesse renovado pelas direitos, mas até 2025 nada havia sido confirmado.
Com Sérgio Vaz, ela foi homenageada na FestiPoa Literária em 2020. Em 2022, a escritora fez parte do júri especial da sétima edição do Prêmio Kindle de Literatura. Foi uma das curadoras da exposição Um defeito de cor, com uma proposta de revisão historiográfica da identidade brasileira por meio de uma seleção de obras em diálogo com seu livro homônimo. A amostra aconteceu no Museu de Arte do Rio, no Museu Nacional da Cultura Afro-Brasileira e no Sesc Pinheiros.

## Obras
- 2002 - Ao lado e à margem do que sentes por mim
- 2006 - Um defeito de cor

### Teatro
- 2016 - Tchau, Querida![17]
- 2017 - Chão de Pequenos (Companhia Negra de Teatro)

## Reconhecimentos
Em 2023 o Grêmio Recreativo Escola de Samba Portela baseou seu o enredo do seu desfile de 2024 no livro Um defeito de cor, e a obra alcançou o topo dos mais vendidos da Amazon.
Em 10 de julho de 2025, a escritora mineira Ana Maria Gonçalves foi eleita para a Academia Brasileira de Letras (ABL), tornando-se a primeira mulher negra a ocupar uma cadeira na instituição, com 30 votos dos 31 acadêmicos. Autora do premiado romance histórico “Um Defeito de Cor” (2006), que narra a trajetória de Kehinde — mulher africana escravizada no Brasil e inspirada na figura de Luísa Mahin —, Ana também é reconhecida por sua atuação no teatro e por seu papel na valorização da literatura afro-brasileira. Sua eleição foi amplamente celebrada por personalidades da cultura e da política, sendo considerada um marco na busca por maior diversidade e representatividade dentro da ABL. 
A academia também destaca que a escritora tem sólida atuação no Brasil e no exterior ─ foi escritora residente em instituições como Tulane, Stanford e Middlebury, nos Estados Unidos. "Tem se destacado pela difusão de debates sobre literatura e questões raciais, além de atuar como professora de escrita criativa e curadora de projetos culturais." 